# Joanna Scanlan
Pour les articles homonymes, voir Scanlan.
Joanna Scanlan, née le 27 octobre 1961 à West Kirby en Angleterre, est une actrice britannique. Elle est connue pour des rôles dans des comédies comme The Thick of It, Doctors and Nurses (en), et Little Britain.

## Filmographie

### Au cinéma
- 2000 : The Announcement de Troy Miller : Debbie
- 2003 : La Jeune fille à la perle (The Girl with a Pearl Earing) de Peter Webber : Tanneke
- 2005 : Crime City (A Little Trip to Heaven) de Baltasar Kormakur : Josie
- 2005 : Kinky Boots de Julian Jarrold : Trish
- 2006 : Chronique d'un scandale (Notes on a Scandal) de Richard Eyre : Sue Hodge
- 2007 : The Moon and the Stars de John Irvin : Daisy Burke
- 2007 : Grow your Own de Richard Laxton : Barbara
- 2007 : Stardust, le mystère de l'étoile (Stardust) de Matthew Vaughn : Mormo
- 2007 : Deux Sœurs pour un roi (The Other Boleyn Girl'') de Justin Chadwick : la sage-femme
- 2009 : In the Loop d'Armando Iannucci : Roz
- 2009 : The Calling de Jan Dunn : Sœur Kevin
- 2009 : House of Boys de Jean-Claude Schlim : l'infirmière Suzanne
- 2011 : Hot Hot Hot de Béryl Koltz : Mary-Ann
- 2013 : Poe de Michael Sporn : Voix de l'amie
- 2013 : The Invisible Woman de Ralph Fiennes : Catherine Dickens
- 2014 : Mémoires de jeunesse (Testament of Youth) de James Kent : Tante Belle
- 2014 : Get Santa de Christopher Smith : Ruth
- 2015 : The Bad Education Movie d'Elliot Hegarty : Susan Poulter
- 2016 : Bridget Jones Baby de Sharon Maguire : Cathy, la dame au maquillage
- 2017 : How to talk to Girls at Parties de John Cameron Mitchell : la mère de Enn
- 2017 : Tulip Fever de Justin Chadwick : Mrs Overvalt
- 2017 : Pin Cushion de Deborah Haywood : Lyn
- 2018 : Wild Honey Pie! de Jamie Adams : Janet
- 2019 : Comment je suis devenue une jeune femme influente (How to Build a Girl) de Coky Giedroyc
- 2020 : After Love d'Aleem Khan : Mary (Fahima)

### À la télévision
- 1997 : Jane Eyre (téléfilm) : Bessie
- 2005-2012 : The Thick of It (série TV) : Terri Coverley
- 2009 : Getting On (en) (série TV) : Sœur Den Flixter
- 2009 : Home Time (Série TV) : Mrs Pitman (1 épisode)
- 2013 : Inspecteur Barnaby, Saison 16, Épisode 5 : Les meurtres de Copenhague. Clara Trout (1 épisode)
- 2015 : No offence : Commandant Vivienne Deering

2024 : Slow horses : Moira Tregorian

## Distinction
- BAFA 2022 : Meilleure actrice pour After Love